# Фредерік VII
Фредерік VII (дан. Frederik VII; 6 жовтня 1808 — 15 листопада 1863) — король Данії у 1848–1863 роках, останній представник старшої гілки династії Ольденбургів на данському троні.

## Життєпис

### Молоді роки
Походив з династії Ольденбургів. Син Кристіана Ольденбурга, майбутнього короля Данії, та Шарлота-Фредеріка Мекленбург-Шверінської. Батьки Фредеріка розлучилися через рік після його народження через зв'язок матері з композитором Едуардом дю Пюї. Після цього принца виховували тітки та дядьки. У 1820 році він мандрував Європою для поліпшення знань. Фредерік відвідав Францію, Італію, Швейцарію, де вивчав мови, військову та політичну справи. На тривалий час принц Фредерік оселився в Женеві.
У 1828 році йому нав'язали шлюб з Вільгельміною Ольденбург, донькою короля Фредеріка VI. Після повернення до Данії вів розгульне життя, чим викликав невдоволення короля Фредеріка VI, який в 1834 році організував розлучення своєї доньки Вільгельміни з принцом Фредеріком. Останнього було заслано до Ісландії.
У 1839 році після вступу батька Фредеріка — Кристіана — на трон Данії принца було повернуто із заслання. Того ж року він отримав титул спадкоємця трону й посаду губернатора о. Фюн. У 1841 році став членом державної ради.

### Правління
У 1848 році після смерті батька його було проголошено королем Фредеріком VII. Того ж року у зв'язку з революційними подіями у Франції, які згодом охопили всю Європу, розпочалися заворушення в Данії. Не бажаючи силою придушувати народні виступи, король оголосив про відмову від абсолютної влади та впровадження Конституції (фактично впроваджено в 1849 році). Вона також встановлювала виборче право для землевласників, які досягли 30 років. Незабаром було сформовано новий кабінет міністрів, що складався як з консерваторів, так і з лібералів.
23 березня того ж року в Кілі (Гольштейн) розпочалося повстання щодо відокремлення Шлезвігу і Гольштейна від Данії й входження до Німецького союзу. У цю війну втрутилися пруські війська. Бойові дії точилися до 1850 (з Прусією) та 1851 року (з Гольштейном) й завершилися перемогою Данії. Король Фредерік VII зумів зберегти Шлезвіг, Гольштейн і Лауенбург під своєю владою. У 1855 році було запроваджено єдину Конституцію Данії, Шлезвіга та Гольштейна. Проте це не унеможливило появи новий збурень. Король виношував ідею навіки приєднати до Данії Шлезвіг, а Гольштейн зробити частиною Німецького союзу (при володарюванні там Данії). У 1863 році на замовлення короля Фредеріка VII було розроблено нову Конституцію, яка була більш ліберальною й відповідала задумам щодо збереження Шлезвіга. Утім, король помер 15 листопада того ж року від бешихи, не встигши підписати цю Конституцію.

### Внутрішні реформи
У 1848 році Фредерік VII скасував панщину, що сприяло розвитку економічних стосунків на селі. У 1857 році впровадив свободу торгівлі та ремесел. За підтримки короля з'явилися перші приватні банки.